# Botrychium
Botrychium (limba cucului) este un gen de plante din familia Botrychiaceae.